# Municipio de Fruitland (Iowa)
El municipio de Fruitland (en inglés: Fruitland Township) es un municipio ubicado en el condado de Muscatine en el estado estadounidense de Iowa. En el año 2010 tenía una población de 2534 habitantes y una densidad poblacional de 38,55 personas por km².

## Geografía
El municipio de Fruitland se encuentra ubicado en las coordenadas 41°22′31″N 91°6′35″O / 41.37528, -91.10972. Según la Oficina del Censo de los Estados Unidos, el municipio tiene una superficie total de 65.73 km², de la cual 62.79 km² corresponden a tierra firme y (4.48%) 2.94 km² es agua.

## Demografía
Según el censo de 2010, había 2534 personas residiendo en el municipio de Fruitland. La densidad de población era de 38,55 hab./km². De los 2534 habitantes, el municipio de Fruitland estaba compuesto por el 95.5% blancos, el 0.08% eran afroamericanos, el 0.16% eran amerindios, el 0.67% eran asiáticos, el 0.04% eran isleños del Pacífico, el 2.72% eran de otras razas y el 0.83% pertenecían a dos o más razas. Del total de la población el 6.95% eran hispanos o latinos de cualquier raza.